# Medion
La Medion AG è un'azienda tedesca di elettronica di consumo, fondata ad Essen nel 1983 ed operante in Europa, negli Stati Uniti e nella regione pacifico-asiatica. Produce personal computer, televisori, radio, telefoni fissi, lettori MP3, fotocamere digitali, videocamere, refrigeratori, tostapane e dispositivi per il fitness.
Da agosto 2011 la quota di maggioranza di Medion AG è detenuta da Lenovo a cui ha affidato, per l'Europa, il servizio di assistenza in garanzia dei suoi prodotti.
La società sta diventando famosa in Europa e in Nord America.
In Australia è conosciuta come Tevion.